# جون دواغ
جون دواغ (بالإنجليزية: John Doeg)‏ مواليد 07 ديسمبر 1908 في ولاية سونورا، المكسيك - الوفاة 27 أبريل 1978 في كاليفورنيا، الولايات المتحدة، كان لاعب كرة مضرب أمريكي بدأ مسيرته كمحترف سنة 1927 وكان يلعب باليد اليسرى، اعتزل اللعب في 1940. كما أنه أحد أبطال الجراند سلام. أعلى تصنيف له في الفردي كان المركز الـ 4 في سنة 1930.

## النهائيات

### الفردي (الألقاب 1)
| الحصيلة | السنة | البطولة                     | الأرضية | المنافس     | النتيجة               |
| ------- | ----- | --------------------------- | ------- | ----------- | --------------------- |
| الفوز   | 1930  | بطولة أمريكا المفتوحة للتنس | عشبية   | فرانك شيلدز | 10–8, 1–6, 6–4, 16–14 |

## روابط خارجية
- جون دواغ على موقع رابطة محترفي التنس (الإنجليزية)
- جون دواغ على موقع الاتحاد الدولي لكرة المضرب (الإنجليزية)
- جون دواغ على موقع كأس ديفيز (الإنجليزية)
- جون دواغ على موقع قاعة مشاهير كرة المضرب الدولية (الإنجليزية)
- جون دواغ على موقع خلاصة التنس.كوم (الإنجليزية)